# Златна аратинга
Златната аратинга (Guaruba guarouba) е вид птица от семейство Папагалови (Psittacidae), единствен представител на род Guaruba. Видът е световно застрашен, със статут Уязвим.

## Разпространение и местообитание
Разпространен е в Бразилия.